# Сарк
Сарк (англ. Sark, фр. Sercq, саркский Sèr или Cerq) — небольшой остров в юго-западной части Ла-Манша. Он является одним из Нормандских островов, частью коронного владения Гернси, и находится под юрисдикцией Великобритании.
Население острова — около 600 человек (2002). Сарк имеет свой флаг и герб.
На острове запрещены автомобили, но разрешены велосипеды и конные экипажи. Жители острова могут использовать тракторы. Моторизированные средства могут использовать лишь пенсионеры и инвалиды.
В 1973 году Великобритания присоединилась к ЕС без коронных владений (Нормандские острова и Остров Мэн не входят в ЕС), кроме Гибралтара. Сарк, как часть Нормандских островов не входит в ЕС, но является таможенной территорией ЕС.
Ныне единственное феодальное владение Европы. До 2008 года местный монарх имел значительные полномочия.

## География
Сам остров состоит из двух частей — Большого и Малого Сарка, связанных узким скалистым перешейком Ла-Купе, по верху которого проложен мост шириной всего около двух метров.
На острове расположена самая маленькая тюрьма в мире.

## История
До XVI века на острове почти не было постоянного населения, хотя до середины XIV века там существовала небольшая монашеская община. Остров также был одним из известных мест сборищ пиратов.
В 1940-х гг Нормандские острова (и Сарк в том числе) были оккупированы Германией.
В 1990 году вооружённый безработный французский физик-ядерщик Андре Гард прибыл на Сарк, объявив себя «лордом» острова, но в тот же день был схвачен и помещён в тюрьму на недельный срок заключения.
До 2008 года реально, а сейчас декоративно, сохраняется феодальная система управления — последняя в Европе.
Главой государства с 1563 года является наследственный конституционный монарх (с титулом «сеньор»/«дама»), до 2008 года являвшийся почти абсолютным монархом.
До 2008 года парламентом острова являлся совет старейшин (The Chief Pleas), состоящий из 40 арендаторов, которым сеньор пожизненно сдавал землю, и 12 «представителей народа», которых с 1922 года избирало все взрослое население острова.
С 2008 года совет старейшин состоит из 28 избираемых членов.

## Язык
Большая часть населения острова говорит на английском языке. Раньше на острове говорили на саркском диалекте нормандского языка (который в свою очередь иногда считают не самостоятельным языком, а диалектом французского). По состоянию на 1998 год, саркским диалектом владело менее двадцати жителей острова.

## Политическое устройство

Флаг Сарка

Герб Сарка

Сарк был последним оплотом феодализма в Европе. До апреля 2008 года на острове имелось 40 хозяйств, но земля принадлежала одному человеку — сеньору, который распоряжался угодьями по своему усмотрению и сдавал землю в аренду. В 1974 году титул правителя перешёл к Джону Майклу Бомонту, который стал 22-м и последним сеньором Сарка.

## Инвестиции
Миллиардеры братья Дэвид и Фредерик Барклай объявили о прекращении инвестиций в экономику острова и закрытии своих предприятий на нём.

## Галерея

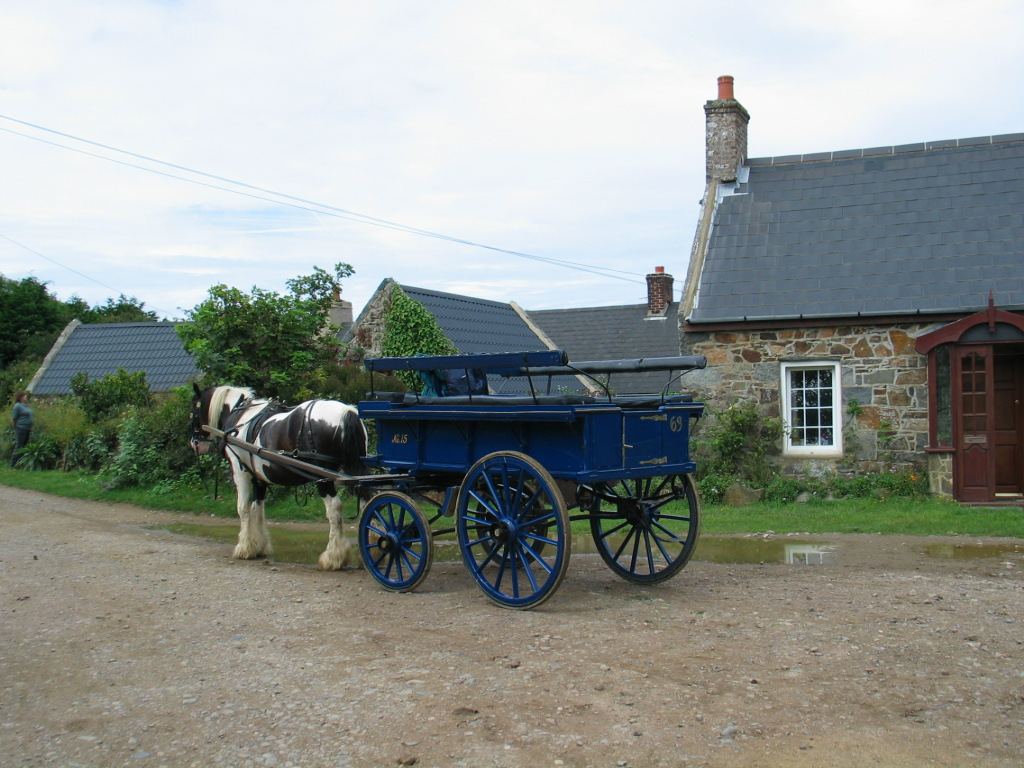
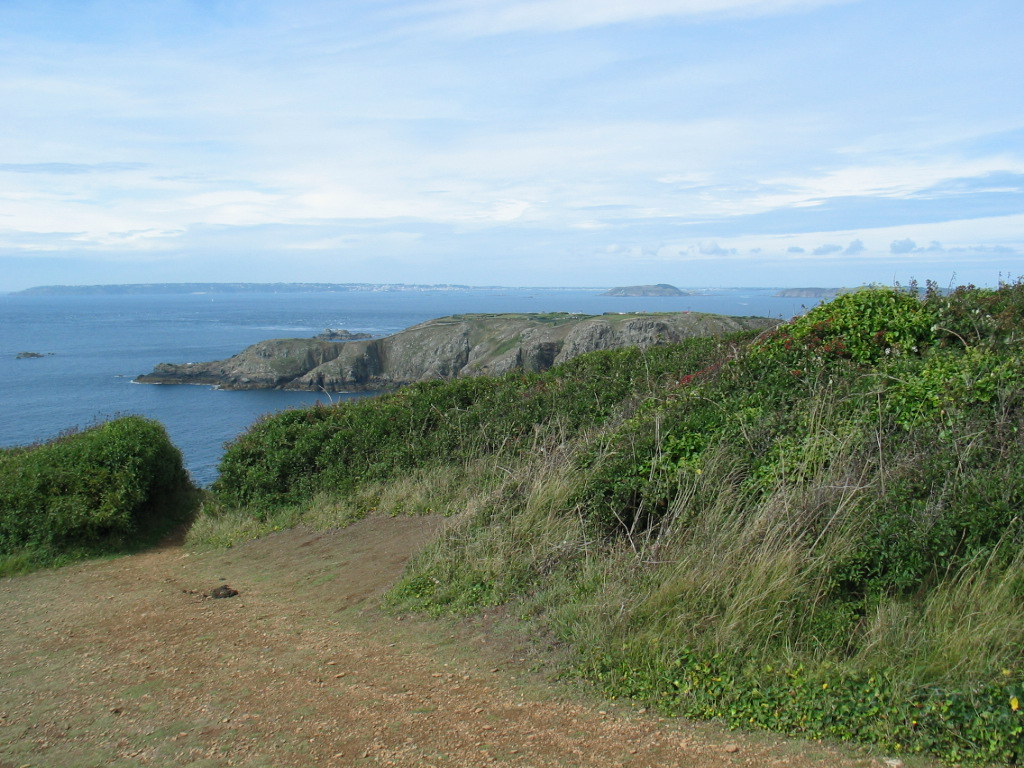
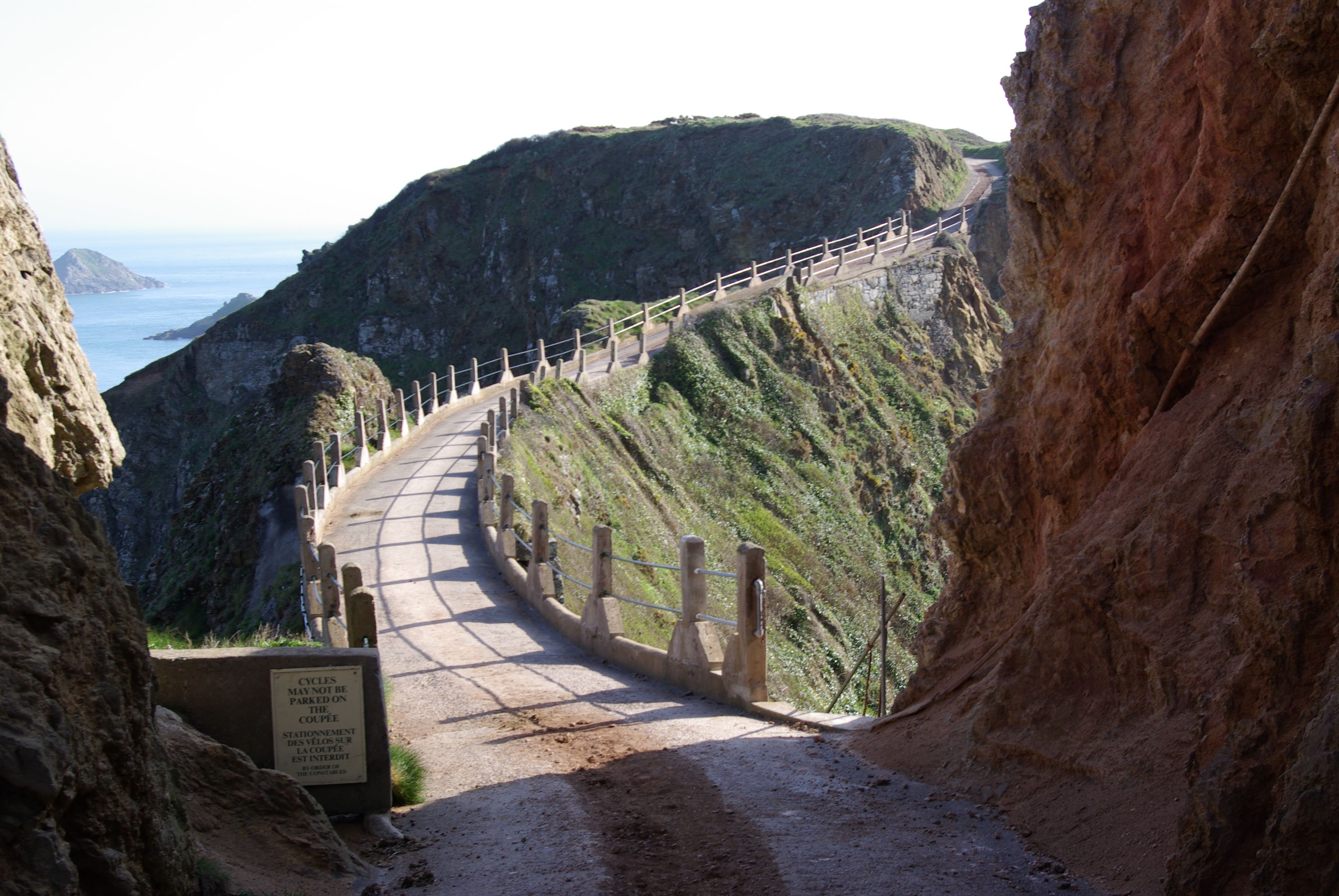
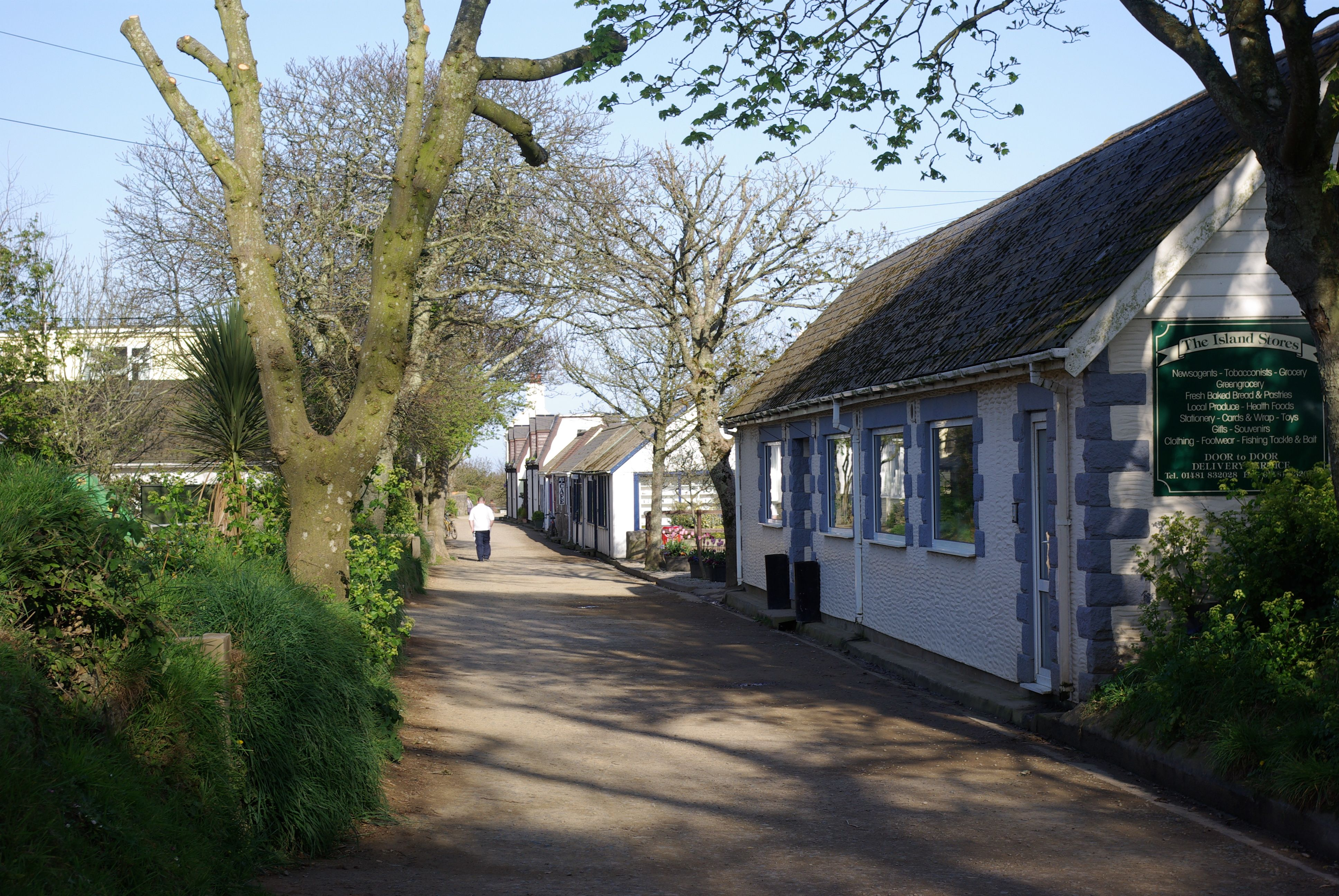
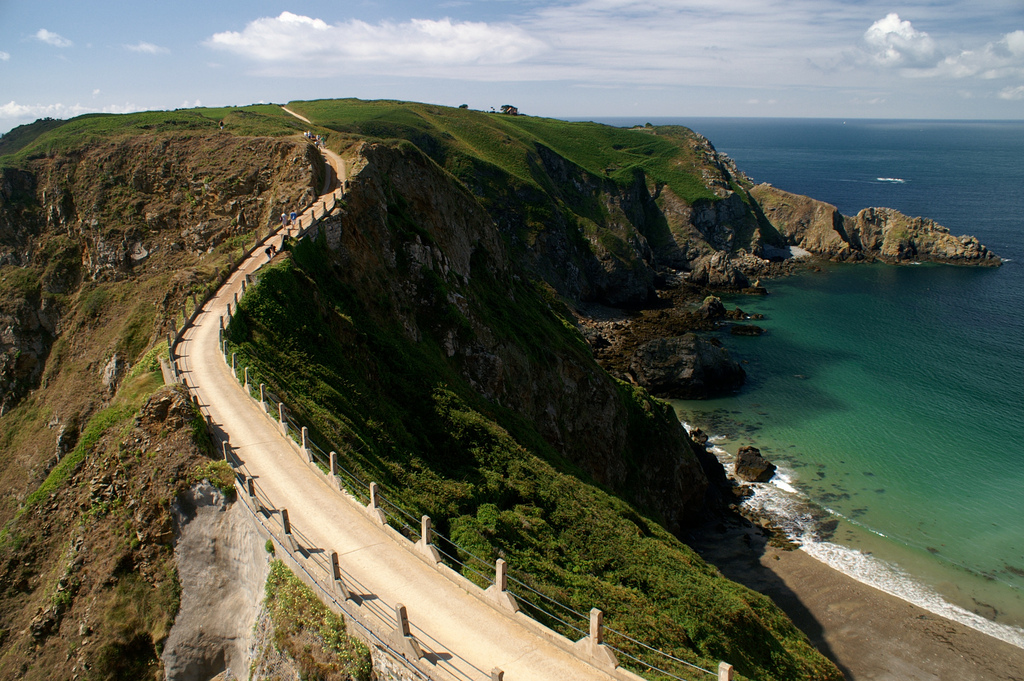